# Lisec GmbH
Lisec (Eigenschreibweise: LiSEC) ist ein international tätiges Unternehmen mit Hauptsitz in Seitenstetten in Niederösterreich, das Glasbearbeitungsmaschinen entwickelt und herstellt. Neben dem Produktionsstandort in Seitenstetten gibt es weltweit etwa 20 weitere Niederlassungen. Der überwiegende Teil der Produktion wird mit einer Exportquote von über 90 % exportiert.

## Geschichte
Das Unternehmen wurde im Jahr 1961 von Peter Lisec in Amstetten-Hausmening gegründet und 1975 in eine Gesellschaft mit beschränkter Haftung umgewandelt. 1966 wurde mit der fabrikmäßigen Herstellung von Isolierglas begonnen. 1993 erfolgte die Gründung der Lisec Maschinenbau GmbH in Seitenstetten. Im Jahr 1999 wurden die ersten internationalen Niederlassungen gegründet. 2022 erfolgte eine Erweiterung des Engineering Centers.

## Produkte
Lisec entwickelt und fertigt Maschinen für die Flachglasverarbeitung. Dazu gehören Anlagen für die Bereiche Glaszuschnitt, Logistik, Flachglasbearbeitung, Isolierglasfertigung und Verbundglasherstellung. Diese Technologien werden flexibel kombiniert, um maßgeschneiderte Produktionslinien zu schaffen. Das Unternehmen entwickelte das Aeroflat Luftkissensystem, bei welchem die Glasfläche während des gesamten thermischen Vorspannprozesses nicht berührt wird. Zudem bietet LiSEC Softwarelösungen für den Bereich der Glasverarbeitung an.

## Glastech
Seit Oktober 2015 existiert in Hausmening das Kompetenzzentrum Glastech. Es beherbergt aktuelle Techniken für die Schritte der Glasverarbeitung vom Glaszuschnitt und der Kantenbearbeitung über ein Scheiben-Logistiksystem bis hin zur Isolierglas- und VSG-Fertigung inklusive Vorspannen. In der Glastech verarbeitet Lisec Flachglas unter realen Produktionsbedingungen zu Forschungs-, Test- und Schulungszwecken. Die Glastech wurde im Oktober 2024 an das Unternehmen Josko verkauft und gehört somit nicht mehr zu Lisec.

## Ausbildung
Lisec bietet Ausbildungsplätze in den Bereichen Metalltechnik, Elektrotechnik, Mechatronik, Glasverfahrenstechnik, Konstruktion, Betriebslogistik, Informationstechnologie, Applikationsentwicklung und Speditionslogistik an. Derzeit bildet Lisec rund 60 Lehrlinge aus. Die österreichweit erste Lehrabschlussprüfung für den Lehrberuf Glasverfahrenstechnik im Bereich Flachglas-Veredelung fand im Oktober 2022 bei Lisec statt.